# Hermes ho logios
Hermes ho Logios (griechisch Ἑρμῆς ὁ Λόγιος Ermis o Logios, Transliteration Hermēs ho Logios ‚Hermes der Gelehrte‘) war eine griechischsprachige Zeitung, die von 1811 bis 1821 in Wien erschien. Sie gilt als Spätfolge der griechischen Aufklärung und steht chronologisch am Anfang der griechischen Revolution.

## Geschichte

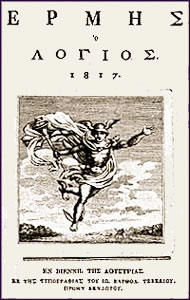
Ein Titelblatt von 1817

Während der Herrschaft des Osmanischen Reiches über Griechenland verließen griechische Kaufleute und Intellektuelle ihre Heimat, etwa um in Wien im Handel tätig zu sein oder an den Universitäten Italiens zu studieren. Die Hermes ho logios war nach der 1784 gegründeten Ephemeris die zweite griechische Zeitung in Wien. Sie erschien erstmals am 1. Januar 1811 zweimonatlich; anfangs lautete die Bezeichnung Ἑρμῆς ὁ Λόγιος, ἥ Φιλολογικαί Ἀγγελίαι (Hermes der Gelehrte – Sprachwissenschaftliche Berichte), auf den Zusatz wurde später verzichtet, Philologie blieb jedoch ein Schwerpunkt. Ein Autor der Zeitung war Adamantios Korais, er kritisierte die Orthodoxie, konzentrierte sein Wirken mehr und mehr auf die Entwicklung der Katharevousa, einer antikisierenden Form der Griechischen Sprache. Als Anthimos Gazis 1813 aus Wien wegzog, übergab er die Redaktion an Theoklitos Farmakidis, der dem Wunsch der Autoren entsprechend, die Zeitung stärker sprachwissenschaftlich auslegte. Die Folge war ein deutlicher Rückgang der Leser. Erst als Anthimos Gazis 1815 seine frühere Funktion wieder aufnahm und zur alten Konzeption zurückkehrte, erholte sich die Auflage. Zu den Abonnenten gehörten bekannte griechische Persönlichkeiten der Diaspora, wie Scarlat Callimachi und Michael Soutzos.
Wenngleich politische Themen nicht Gegenstand der Zeitung gewesen sind, ist davon auszugehen, dass die Autoren eine Unabhängigkeit Griechenlands vom Osmanischen Reich befürworteten. Über Politik wurde nur berichtet in Form von Übersetzungen von Artikeln der amtlichen Wiener Zeitung. Metternich suchte eine Unabhängigkeit Griechenlands zu verhindern. Als im Jahr des Beginns der griechischen Revolution (1821) ein kirchenkritischer Artikel veröffentlicht wurde, nahmen die Wiener Behörden dies zum Anlass, die Zeitung zu schließen.